# Тло
Тло (земљиште) је растресити површински слој литосфере. Оно се налази изнад чврсте стенске масе а горња граница су му биосфера, хидросфера и атмосфера.
Физички гледано тло представља вишефазни систем. Састоји се од честица (зрна) и пора (шупљина).
Тло настаје процесом који називамо педогенза, и одвија се у двије фазе. Прва фаза започиње распадањем стијена а друга распадањем одумрлих остатака биљнога и животињскога поријекла џумус који племедиње.
У врсте тла спадају: прашина, глина, песак, шљунак, али и њихове међусобне комбинације.
Зависно од врсте тла, она могу повећавати своју запремину или је смањивати (што зависи од процента воде коју садржи). Тло је нехомогено, анизотропно и знатно је деформабилније (стишљивије) од чврстих стена.
У тло неки сврставају још и тла органског порекла (хумус, муљ, тресет).
Наука о тлу у грађевинском смислу може се поделити према подручјима изучавања на два главна дела : механика тла и статика тла. Механика тла се још изучава од стране геолога смера геотехника.
Тло још изучава педологија.

## Постанак тла и карактеристике
На пресеку кроз земљину кору може се видети да се тло обично састоји од површинског дела - површинско тло који је настао распадањем биљних и органских материја и подповршинског дела - подповршинско тло који се састоји од једног или више слојева различитог састава и дебљина а који је настао распадањем чврстих стена. Распаднути материјал може остати на месту распадања стенске масе или може бити транспортован једним од следећих агенаса: водом, ветром или ледом. Зависно од врста транспорта зависиће величина (гранулација) наталожених честица, њихов облик и сортираност. Према начину постанка разликују се: алувијална тла (алувион), еолска тла (лес и дине) и глечерска тла (морене, глечерска иловача).
Уколико се на неком терену тло потпуно формирало, значи да има и површински део, и накнадно било покривено новим наносом материјала, такво покривено тло назива се погребено тло.

## Тла органског порекла
Хумус је плодно тло које се налази на површини земљине коре, мале дебљине, обично неколико дециметара. Састоји се од мешавине органских и минералних материја са присуством бактерија.
Муљ је мешавина органских материја и минералних материја, при чему је величина честица веома мала а може се наћи у дну корита некадашњих река и језера.
Тресет се састоји од влакнастих биљних и органских материја са малом количином минералних састојака.

## Тло и његово природно окружење
Процеси формирања тла никада не престају што значи да се оно стално мења. Дуги периоди током којих се дешавају промене и различити утицаји значе да проста, једноставна тла не постоје. Тло може имати релативну стабилност својих особина дуги период времена, али животни циклус тла увек завршава са таквим карактеристикама које тло остављају подложно ерозији. Мали део континуума тла на Земљи је старији од терцијара а већина није старија од плеистоцена. Упркос неизбежне ретрогресије и деградације тла, већина циклуса тла је дуга и продуктивна. Како се „животни“ циклус тла одвија зависи од најмање пет класичних фактора формирања тла: регионалне климе, биотичког потенцијала, топографије, матичног материјала и дужине времена.

## Физичке особине земљишта
Физички гледано тло представља вишефазни систем. Састоји се од честица (зрна) и пора (шупљина). Тло настаје процесом који називамо педогенеза. Земљиште је веома комплексан појам и на њега утичу разни фактори. Земљиште има своје основне физичке и хемијске особине.

### Основне физичке особине земљишта
Најважније физичке особине земљишта су:
- Механички састав (текстура)
- Агрегатни састав (структура)
- Дубина земљишта
- Специфична густина
- Волумна густина (збијеност)
- Специфична површина и
- Порозност (шупљикавост) земљишта.

Већина физичких особина истовремено спада међу најважнија ендоморфолошка својства земљишта.

### Механички састав (текстура) земљишта
Представља садржај у њему свих механичких фракција, изражен у процентима од масе сувог узорка. Три основне механичке фракције су: песак, прах и глина. Механичке фракције се међусобно разликују по величини и другим особинама.
Механички елементи земљишта су одвојени комади стена и минерала, као и честице органских материја, образовани процесима трансформације стена, минерала и органских остатака.
Подела земљишта према механичком саставу
На основу садржаја збирне механичке фракције физичке глине и песка врши се издвајање тзв. текстурних класа земљишта. Постоје четири основне класе: песак, пескуша, иловача и глинуша.

### Агрегатни састав (структура) земљишта
Под структуром земљишта подразумева се његова способност да се при обради распада на структурне агрегате. Структурни агрегати земљишта су агрегати (секундарне честице) изграђени из механичких елемената, образовани слепљивањем тих примарних честица. Структура земљишта добија назив према преовлађујућим агрегатима у њеном саставу (на пример, ако преовлађују заобљени агрегати пречника 5-10mm, структура се назива грашкаста).

#### Фактори агрегације земљишта
На образовање и заступљеност у земљишту разних врста структурних агрегата утичу бројни фактори:
- Састав и особине земљишта (механички, хемијски, састав адсорбованих катјона, реакција и др.)
- Климатских и биолошки фактори
- Човек, који је код њивских земљишта најважнији фактор како образовања тако и кварења структуре[4] у ораничном и површинском делу обрадивог земљишта.

#### Класификација структурних агрегата и структуре земљишта
Подела структурних агрегата (и структуре) врши се према форми, величини, водоотпорности и бонитету.
Према форми могу бити:
1. Кубоформни (коцкасто-лоптасти)
2. Призмоформни (призматично-стубасти)
3. Ламиноформни (пљоснати)
4. Фрагментарни (неправилног облика).

Према величини:
1. Прашкасти < 0,5mm
2. Мрвичасти 0,5-5mm
3. Грашкасти 5-10mm
4. Орашасти 10-35mm
5. Грудвасти >35mm

Према водоотпорности деле се на стабилне (водоотпорне) и нестабилне.

### Дубина земљишта
Дубина спада међу еколошки најважније физичко-морфолошке карактеристике земљишта. Када се говори о дубини мисли се, пре свега, на дубину читавог земљишног слоја, од површине до матичне стене. Та дубина назива се још и апсолутна дубина. Поред апсолутне дубине за истраживање земљишта потребно је знати и његову физиолошку дубину или ефективну дубину. Под физиолошком дубином подразумева се дубина до које коренов систем биљака налази повољне услове за свој развој.
Класификација земљишта према дубини
Постоји више класификација земљишта према дубини. Свима им је заједничко то да садрже исти број (тј. пет), класа земљишта према дубини: веома плитка, плитка, средње дубока, дубока и веома дубока.

### Специфична густина земљишта
Под специфичном густином тврде фазе земљишта подразумева се однос одређене масе тврде фазе на 105 °C исушеног земљишта према запремини исте масе земљишта. Краће речено, специфична густина земљишта представља масу јединице запремине исушеног земљишта, без пора. Величина специфичне густине земљишта доста варира у разним земљиштима, често и у разним хоризонтима истог профила, али не тако јако као величине других физичких особина. Пошто у састав тврде фазе земљишта улазе разне врсте минерала и органске материје, чији је однос различит у разним хоризонтима, разумљиво је да специфична густина те фазе зависи од односа у њој минералног и органског дела. Органске материје имају много мању специфичну густину него минерални састојци земљишта. Специфична густина се смањује са повећањем садржаја хумусних материја у земљишту. Величина специфичне (заједно са запреминском), густине се најчешће користи за одређивање укупне порозности земљишта, рачунским путем.

### Запреминска (волумна) густина земљишта
Под запреминском густином, или збијеношћу земљишта, подразумева се маса јединице запремине (волумена) на 105 °C исушеног земљишта у природном склопу, заједно са порама (тврда+гасовита фаза). Запреминска густина је један од најважнијих показатеља степена збијености земљишта.
Фактори од којих зависи збијеност земљишта
У ораничном хоризонту њивских земљишта човек је један од најважнијих фактора, који, применом разних мера (обрада, сетва, нега и берба усева, ...), при коришћењу земљишта за биљну производњу, утиче на измену њихове порозности и збијености. Услед растресања (орањем или дрљањем) смањује се збијеност, док се гажењем, нарочито точковима тешке механизације јако повећава збијеност.

### Специфична површина земљишта
Под специфичном површином земљишта подразумева се збир површина свих честица у јединици масе земљишта. Постоје три врсте специфичне површине земљишта-спољна, унутрашња и укупна специфична површина.
- Спољна је равна збиру површина свих честица у једном граму земљишта, које су откривене према макропорама и капиларним порама.
- Унутрашња специфична површина се јавља у минералима глине који поседују међуламералне поре и једнака је збиру површина међуламеларних пора.
- Укупна специфична површина представља збир спољашње и унутрашње специфичне површине земљишта.

Када се говори о специфичној површини земљишта мисли се на његову укупну специфичну површину.
Фактори од којих зависи величина специфичне површине
Пошто се разне механичке фракције, песак, прах и глина, затим разне групе минерала глине и хумусне материје, доста међусобно разликују према специфичној површини, величина укупне специфичне површине земљишта зависна је, пре свега од механичког састава, нарочито од садржаја честица пречника <0,002mm, и повећава се идући од пескова ка тешким глинушама.

### Порозност (шупљикавост) земљишта
Земљиште је порознисистем. Збир свих шупљина (пора), изражен је у процентима од његове укупне запремине, чини порозну фазу, или укупну порозност.
Земљишне поре су, према правилу, испуњене делом водом (течна фаза), а делом ваздухом (гасовита фаза). Однос те две фазе се јако мења током године, некад и за веома кратко време, изменом степена влажности земљишта.
Подела земљишних пора према величини
Ширина пора варира од <1mm, па до преко 10 cm, а дужина од дела mm па до преко 100 cm.
Три основне категорије пора:
1. Капиларне, пречника 0,2-0,0002mm, у којима се вода држи и креће под утицајем капиларних сила,
2. Субкапиларне, пречника <0,0002mm, у којима се вода држи везана деловањем адсорпционих сила и
3. Надкапиларне, поре пречника >0,2mm, које су у нормалним условима испуњене ваздухом, а вода, се кроз њих процеђује под утицајем силе гравитације.

### Загађивање земљишта
Велике површине земљишта су изложене интензивном процесу ерозије (спирања). Оно настаје као посљедица одговарајућих људских активности (нпр сјече шума, разни грађевински радови). До знатног загађења пољопривредног земљишта доводи све веће кориштење хемијских средстава у пољопривреди а поред тога, један од значајних фактора су и отпадне воде. Међу најопасније загађиваче тла спадају и сумпорни гасови,оксиди азота,олово, цинк, бакар, алдехиди и др.
У зони већих саобраћајница тј. градова посебну опасност представљају издувни гасови моторних возила.
Најбољи и најрационалнији начин обраде комуналног и другог отпада је рециклажа.